# مناطق نظامی اتحاد جماهیر شوروی

مناطق نظامی اتحاد جماهیر شوروی، ۱۹۸۹

مناطق نظامی اتحاد جماهیر شوروی (روسی: вое́нный о́круг) یک انجمن سرزمینی متشکل از واحدهای نظامی، تشکیلات، مدارس نظامی و تأسیسات اداری نظامی محلی مختلف به نام کمیساریای نظامی بود. این نوع تقسیم سرزمینی در اتحاد جماهیر شوروی سوسیالیستی برای ارائه مدیریت کارآمدتر واحدهای ارتش، آموزش آنها و سایر فعالیت‌های عملیاتی مربوط به آمادگی رزمی مورد استفاده قرار می‌گرفت.